# Albert Armitage

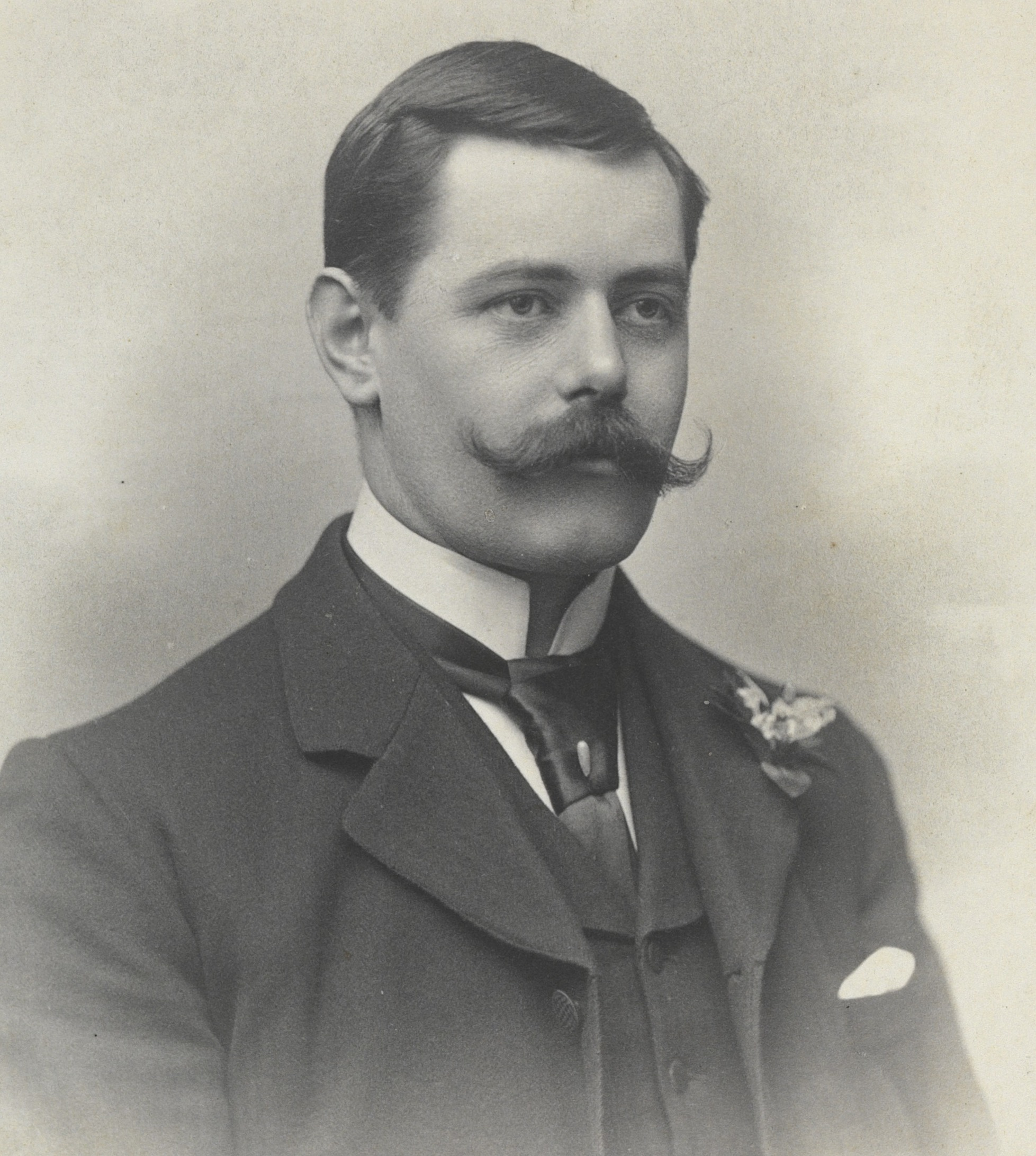
Albert Armitage

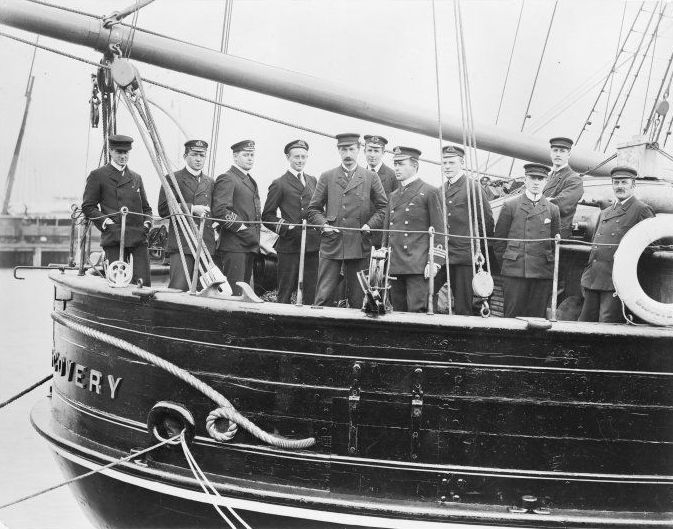
Albert Armitage (dritter von links) an Bord der Discovery (ca. 1901)

Albert Borlase Armitage (* 2. Juli 1864 in Balquhidder, Perthshire; † 31. Oktober 1943 in Epsom, Surrey) war ein schottischer Polarforscher.

## Leben
Der Leutnant der Royal Naval Reserve (RNR) war stellvertretender Expeditionsleiter der Jackson-Harmsworth-Expedition (1894–1897) unter der Leitung von Frederick George Jackson zur Erforschung der Inselgruppe Franz-Josef-Land in der Arktis. Armitage war der erste, der am 17. Juni 1896 am Kap Flora auf der Northbrook-Insel auf Nansen und dessen Gefährten Hjalmar Johansen nach deren erfolglosem Versuch, den Nordpol zu erreichen, stieß.
Als Zweiter Kommandant und Navigator nahm er danach an der Discovery-Expedition in die Antarktis unter Robert Falcon Scott von 1901 bis 1904 teil.
Später war Armitage als Kapitän auf Handelsschiffen tätig, darunter den Passagierschiffen Salsette und Karmala der britischen Reederei P&O. 1931 war er Vorsitzender des Antarctic Club. Nach ihm sind der Armitage-Sattel im Transarktischen Gebirge, das Kap Armitage auf der Ross-Insel sowie die vor 1931 als Insel in Karten verzeichnete Armitage-Halbinsel auf Prinz-Georg-Land benannt.
Albert Armitage starb 1943 im Epsom Hospital im Alter von 79 Jahren.
Es besteht Verwechslungsgefahr mit dem australischen Polarforscher Bertram Armytage, der unter Ernest Henry Shackleton an dessen Nimrod-Expedition teilnahm.